# Herman Simm
Herman Simm (ur. 29 maja 1947 w Suure-Jaani) – były radziecki milicjant, były dyrektor Departamentu Bezpieczeństwa Ministerstwa Obrony Estonii, skazany za szpiegostwo na rzecz Rosji w 2009.

## Życiorys
W 1970 ukończył wydział chemii Tallińskiego Uniwersytetu Technicznego. 
W latach 1966–1991 funkcjonariusz milicji Estońskiej SRR. Wielokrotnie odznaczany i awansowany, karierę zakończył w stopniu pułkownika milicji. Od 1985 współpracownik KGB.
W latach 1976–1991 członek Komunistycznej Partii Związku Radzieckiego.
W 1992 złożył przysięgę wierności niepodległej Estonii, a rok później rozpoczął pracę w policji. W latach 1993–1994 był funkcjonariuszem pracującym w prowincji Harjumaa, następnie w latach 1994–1995 pracował na kierowniczych stanowiskach w komendzie głównej policji. W 1995 przeniesiony do rezerwy, a następnie odszedł ze służby na emeryturę. W tym samym roku został pozyskany przez Służbę Wywiadu Zagranicznego Federacji Rosyjskiej jako tajny współpracownik, m.in. poprzez obietnicę awansu generalskiego w strukturach rosyjskiego aparatu siłowego.
W latach 1995–2006 pracownik ministerstwa obrony Estonii. Kilkukrotnie awansowany. W latach 1996–2006 był dyrektorem jednostek organizacyjnych ministerstwa odpowiedzialnych za ochronę tajemnic państwowowych. W latach 2006–2008 doradca ministra obrony. Na wszystkich stanowiskach miał dostęp do dokumentów NATO i Unii Europejskiej o najwyższych klauzulach tajności.
Aresztowany w 2008, wraz z żoną. Zarzuty obejmowały przekazywanie tajemnic NATO, UE oraz Estonii wywiadowi rosyjskiemu. Według prokuratora Gerrita Mäesalu Simm może być oficerem rosyjskiej Służby Wywiadu Zagranicznego posługującym się fałszywą tożsamością obywatela UE.
W 2009 Simm został skazany na 12,5 roku więzienia, grzywnę w wysokości 20.155.000 EEK oraz m.in. utratę wszystkich odznaczeń państwowych i resortowych. W tym samym roku, z uwagi na majątek niewystarczający na pokrycie kwoty grzywny w całości, sąd w Tallinie orzekł jego updałość konsumencką. W 2019 warunkowo przedterminowo zwolniony z uwagi na dobre sprawowanie, stan zdrowia i niskie ryzyko recydywy.

## Życie prywatne
Mąż Heete Simm, pracownicy cywilnej estońskiej policji, aresztowanej wspólnie z mężem w 2009. Z uwagi na niewystarczające dowody, nigdy nie postawiono jej zarzutów.

## Odznaczenia

### Estońskie
- Order Białej Gwiazdy IV klasy (2006, odebrany w 2009)[8]
- Krzyż Zasługi Ministerstwa Obrony II klasy (odebrany w 2009)[5][6][7]
- Krzyż Zasługi Sił Obrony za Zasługi dla Obrony Narodowej (odebrany w 2009)[5][6][7]
- Odznaka Zaszczytnej Służby Wywiadu Zagranicznego (odebrana w 2009)[5][6][7]
- Odznaka jubileuszowa "10 aastat taasloodud Politseid" (odebrana w 2009)[5][6][7]

### Radzieckie
- Medal „Za nienaganną służbę” I, II i III klasy[1]
- Medal „Za pracowniczą dzielność”[1]
- Medal „Za wybitną służbę w ochronie porządku publicznego”[1]
- Medal jubileuszowy „50 lat radzieckiej milicji”[1]